# Ценчо Вангди
Ценчо Вангди (англ. Tshencho Wangdi; род. в 1984 году) — бутанский политик, нынешний вице-спикер Национальной ассамблеи Бутана, занимающий свой пост с ноября 2018 года. Член Национальной ассамблеи Бутана с октября 2018 года.

## Ранние годы
Вангди родился в 1984 году в Талог Гевоге, район Пунакха. Окончил университет Вебстера в Таиланде и получил степень магистра в области международных отношений. До поступления в университет получил степень бакалавра политических наук и социологии в Королевском колледже Тхимпху. После окончания университета работал генеральным менеджером и директором в туристических компаниях.

## Политическая карьера
Член Объединённой партии Бутана. Баллотировался в Национальный совет Бутана от избирательного округа Пунака на выборах 2018 года, но занял второе место, получив 1511 голосов. В том же году Ценчо избран в Национальную ассамблею Бутана в качестве кандидата от Объединенной партии Бутана от избирательного округа Кабиса Талог, получив 4294 голоса. 30 октября 2018 года выдвинут на должность заместителя спикера Национальной ассамблеи Бутана. 31 октября 2018 года избран заместителем спикера Национальной ассамблеи Бутана.